# 설문
설문 또는 서베이(영어: survey)는 조사나 통계에 이용하기 위해 묻는 것 또는 물음을 만들어 내는 것을 뜻한다. 직접 설문을 하기도 하지만, 다양한 매체를 이용할 수도 있다.

## 설문의 역사
최초의 설문은 정부에서 수행하는 인구조사(센서스)로 본다. 이는 전체 인구의 수를 측정하기 위한 것으로 주로 세금 부과를 위한 목적으로 이뤄졌다. 한국의 경우는 신라가 3년에 한번씩 인구조사를 시행했음을 민정문서 기록으로 알 수 있다. 현대 설문조사의 시초는 영국의 찰스 부스가 런던의 가난한 사람들과 그 이유에 대한 자료를 수집한 것이 시초로 보인다. 그는 표준화된 질문 항목을 사용하지는 않았지만, 사회문제를 이해하기 위해 체계적 측정을 사용해 정량적으로 요약한 의의가 있다. 이후 20세기 초반에 우편 설문 조사와 전화 설문조사를 사용한 기법이 발전하였다. 당시 표본추출에 사용되는 목록은 전화번호부, 운전면허목록, 잡지 구독자 목록과 같은 것이었다.

## 현대 설문 조사의 발달

### 표준화된 질문법의 발달
리커트 척도(5점 척도)와 같은 표준화된 질문법이 도입되어 효과적인 설문조사가 가능하게 되었다.

#### 리커트 척도의 예
```
Q1-1.위키백과에 대한 전반적 만족도를 선택해 주세요(1:매우 만족 - 5 매우 불만족)
[
1
]

①---②---③---④---⑤
Q1-2.위키백과의 디자인에 얼마나 만족하는지 선택해 주세요.
①---②---③---④---⑤
Q1-3.위키백과의 컨텐츠에 얼마나 만족하는지 선택해 주세요.
①---②---③---④---⑤
```

### 표집 방법의 발달
표본을 사용한 초기의 연구는 전형적인 도시나 개인을 뽑아 목표가 되는 모집단과 유사한 표본을 만들고자 하였다. 예를 들어 남여 비율을 반반으로 하는 것을 볼 수 있다. 이후 확률이론을 표본조사에 적용해 확률표본을 추출해내는 방식으로 표집 방법이 발달하였다.

### 자료수집 방법의 발달
초기 설문 조사 방법에서 사용한 자료수집 방식은 면접을 통한 것이었다. 인터뷰 내용을 노트에 기록하고 요약해서 통계로 만드는 것은 어려운 업무였다. 이후 자료를 체계적이고, 값싸고 빠르게 수집하는 방법들이 발전하면서 설문 조사 방법은 널리 퍼졌다. 우편 설문조사 기법과 이를 이은 전화 설문 조사 방법이 설문 조사에 드는 시간과 비용을 줄였다. 이후 컴퓨터가 도입되기 시작하여 분석을 용이하게 하였다. 1990년대 이후 인터넷을 사용한 설문조사가 도입되었으며, 현재는 설문지 작성, 배포에 이르기까지 많은 웹 기반 솔루션 이 출시되어 일반인들도 쉽게 설문조사를 진행하고 분석할 수 있게 되었다.

## 같이 보기
- 사회 조사